# Il mondo nuovo (Neffa)
Il mondo nuovo è un singolo del cantautore italiano Neffa, pubblicato il 1º giugno 2006 come primo estratto dal quinto album in studio Alla fine della notte.

## Descrizione
Il titolo del brano è un omaggio all'omonimo romanzo di fantascienza di Aldous Huxley.
È stato frequentemente trasmesso in radio, raggiungendo la vetta della classifica airplay.

## Tracce
1. Il mondo nuovo – 3:37 (Giovanni Pellino)
2. Che sarà sarà – 3:33 (Giovanni Pellino, Christian Lavoro, Cesare Nolli)

## Formazione
- Neffa – voce, batteria, tastiera, arrangiamento strumenti ad arco
- Paolo Albano – chitarra
- Patrick Benifei – tastiera
- Mike Applebaum – arrangiamento e conduzione strumenti ad arco
- Crazy Rabbit Orchestra – strumenti ad arco

## Classifiche

### Classifiche settimanali
| Classifica (2006) | Posizione massima |
| ----------------- | ----------------- |
| Italia            | 3                 |

### Classifiche di fine anno
| Classifiche (2006) | Posizione |
| ------------------ | --------- |
| Italia             | 33        |